# Edmílson (ur. 1974)
Edmilson, właśc. Edmilson Carlos Abel (ur. 23 lutego 1974 w Ferraz de Vasconcelos) – piłkarz brazylijski występujący na pozycji pomocnika.

## Kariera klubowa
Karierę piłkarską Edmilson rozpoczął w klubie Nacional São Paulo w 1993 roku. W 1995 wystąpił z Nacionalem w rozgrywkach Campeonato Brasileiro Série C, w których klub z São Paulo odpadł w pierwszej rundzie zajmując ostatecznie 91. miejsce. W 1998 ponownie z Nacionalem startował w Série C, ale podobnie jak poprzednio odpadł w pierwszej rundzie. Dobra gra Edmilson szybko została zauważona i latem 2000 trafił do pierwszoligowego EC Juventude. W Juventude 23 sierpnia 2000 w zremisowanym 1-1 meczu z Santosem FC Edmilson zadebiutował w lidze brazylijskiej. W 2001 występował w drugoligowym japońskim Kawasaki Frontale. Kolejne kilka lat spędził w drugoligowych klubach. Do pierwszej ligi wrócił w 2005 w barwach SC Internacional.
W 2007 był zawodnikiem lokalnego rywala Internacionalu - Grêmio. Z Grêmio zdobył mistrzostwo stanu Rio Grande do Sul – Campeonato Gaúcho w 2007. 2 sierpnia 2007 w przegranym 0-1 meczu z Figueirense FC Edmilson wystąpił po raz ostatni w lidze. Ogółem w latach 2000–2007 rozegrał w lidze brazylijskiej 38 spotkań. Od 2010 Edmilson jest zawodnikiem występującego w pierwszej lidze stanu Rio Grande do Sul Veranópolis.

## Kariera reprezentacyjna
Edmilson występował w olimpijskiej reprezentacji Brazylii. W 1995 roku uczestniczył w Igrzyskach Panamerykańskich w Mar del Plata na których Brazylia odpadła w ćwierćfinale. Na turnieju Edmilson wystąpił tylko w mecz ćwierćfinałowym z Hondurasem.

## Źródła
- Profil
- Profil
- Profil